# Gerhard Geisler (Schauspieler)
Gerhard Geisler (* 21. Oktober 1907 in Cottbus; † 22. September 1977 in Wien) war ein deutscher Schauspieler in Theater, Film und Fernsehen. Darüber hinaus arbeitete er auch als Synchronsprecher.

## Leben und Karriere
Gerhard Geisler, geboren 1907 in Cottbus, bekam nach seiner Ausbildung an der Staatlichen Schauspielschule in Berlin von 1930 bis 1934 ein Theaterengagement in Bochum. Während des Krieges hatte er nur einige wenige kurze Auftritte in deutschen Kinofilmen. 1948 sah man ihn dann als Schauspieler in der Rolle des Willy in Heinz Hilperts Filmproduktion mit Heinz Rühmann in Der Herr vom andern Stern. 1966 besetzte ihn der Regisseur Hans Mehringer in dem Kriminalfilm Der Würger vom Tower in der Rolle des Dr. Livingstone.
Von 1958 bis 1971 spielte Geisler auch zahlreiche Fernsehrollen. 1962 auch in der deutschen Serie Wer einmal aus dem Blechnapf frißt. Darüber hinaus lieh Geisler als Synchronsprecher über die Jahrzehnte seine Stimme vielen international bekannten Schauspielkollegen in über 30 Sprechrollen. Unter anderem synchronisierte er Anthony Quinn in insgesamt 14 Filmen, darunter auch in Die Kanonen von Navarone oder Lawrence von Arabien.
Geisler verstarb am 22. September 1977 im Alter von 69 Jahren in Wien.

## Filmografie (Auswahl)

### Kino
- 1941: Jakko
- 1942: Der fünfte Juni
- 1948: Der Herr vom andern Stern
- 1949: Mordprozess Dr. Jordan
- 1966: Der Würger vom Tower
- 1966: Winnetou und sein Freund Old Firehand

### Fernsehen
- 1958: Dr. med. Hiob Praetorius (Fernsehfilm)
- 1960: Der Frieden unserer Stadt (Fernsehfilm)
- 1960: Kai aus der Kiste (Fernsehfilm)
- 1961: Die inneren Stimmen (Fernsehfilm)
- 1962: So war Mama (Fernsehfilm)
- 1962: Onkel Harry (Fernsehfilm)
- 1962: Wer einmal aus dem Blechnapf frißt (Fernsehserie)
- 1962: Egmont (Fernsehfilm)
- 1963: Die Abrechnung (Fernsehfilm)
- 1965: Die Gegenprobe (Fernsehfilm)
- 1965: Dem Himmel näher (Fernsehfilm)
- 1966: Ein Bruderzwist in Habsburg (Fernsehfilm)
- 1966: Das Leben in meiner Hand (Fernsehfilm)
- 1966: König Ottokars Glück und Ende (Fernsehfilm)
- 1967: Josephine (Fernsehfilm)
- 1971: Der Fall Jägerstätter (Fernsehfilm)
- 1971: Operation Walküre (Fernsehfilm)